# はさみ跳び
はさみ跳び（はさみとび）は、陸上競技の跳躍様式の呼び名。走り高跳びでは正面跳びのことを指す場合もあり、区別する場合はまたぎ跳びともいう。

## 走り幅跳びにおける「はさみ跳び」
走幅跳における「はさみ跳び」は、シザース、ヒッチキックともいわれる。踏み切りの際のリード脚の引き上げを強調し、空中では腕を回すのに合わせて1歩か2歩の走行に似た運動を行う。最後は前方に脚を揃えて、上体をそらした姿勢で着地することも多い。はさみとびが効果的となるのは5.5～6m程度の跳躍からで、それに満たない場合は「かがみ跳び」「反り跳び」が適している（5m程度の跳躍ではさみとびを試みると、空中動作を完遂できないことがほとんど）。反り跳びの動きが混ざっていたり、分別できないこともある。三段跳びの「ジャンプ」に見られることもある。
日本では脚の交番（シザース動作）で捉える人が多いためオーソドックスなはさみ跳びは「1回半シザース」とされ、主に8メートルジャンパーが行う空中で二歩分動くものは「2回半」のシザースという。米国などでは膝の前方への振り上げ（ヒッチキック）で数える場合がありオーソドックスが3回もしくは2回半、ハイレベルは4回もしくは3回半となる（踏み切りのリード脚の引き上げを含めて数えている）。
1回半シザース＝2回半ヒッチキックの選手
- 森長正樹
- ボブ・ビーモン

2回半シザース＝3回半ヒッチキックの選手
- 森長正樹（日本記録当時）
- カール・ルイス
- マイク・パウエル
- イバン・ペドロソ

## 走り高跳びにおける「はさみ跳び」

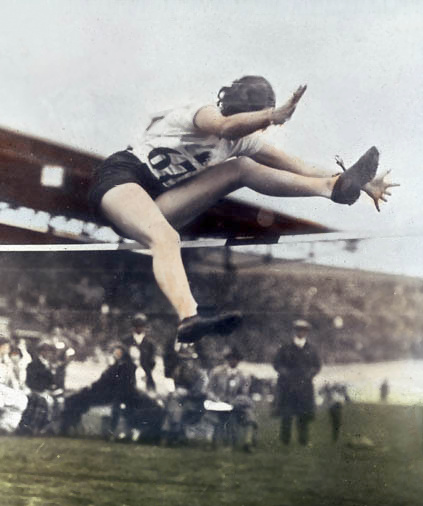
1928年アムステルダムオリンピックの金メダリスト、エセル・キャサーウッド によるまたぎ跳び

走高跳で「はさみ跳び」と言うと「正面跳び」を指す場合と「またぎ跳び」を指す場合がある。学校教育などでは後者が圧倒的に多い。競技で本格的に用いられていたのは正面跳びである。
またぎ跳びは、バーに対して斜めあるいは平行に近い向きで助走し、踏み切った後、空中でリード脚（踏み切りの際に持ち上げる脚）から順にバーをまたいで飛ぶ。上半身の姿勢は直立か後傾することが多い。
小中学校の体育の授業等では一般的である。背面跳び主流の現在、高跳びの初心者は普通、またぎ跳びから始める。またぎ跳びに慣れてくると、有能かつ器用な競技者は自然と背面跳びに似た動きに移行していくことが殆どである。一般に、ベリーロールに挑戦する場合は正面跳びから始めた方がよいとされる。